# Erimyzon
Erimyzon is een geslacht van straalvinnige vissen uit de familie van de zuigkarpers (Catostomidae).

## Soorten
- Erimyzon claviformis (Girard, 1856)
- Erimyzon oblongus (Mitchill, 1814)
- Erimyzon sucetta (Lacepède, 1803)
- Erimyzon tenuis (Agassiz, 1855)